# Grigory Petrovich Grabovoi
Grigory Petrovich Grabovoi (em russo: Григо́рий Петро́вич Грабово́й; Kirovsky, região de Shymkent, 14 de novembro de 1963) é um líder de culto, fundador de um movimento religioso "Ensinamentos da salvação universal e desenvolvimento harmonioso", Grabovoi também se diz "a segunda vinda de Jesus Cristo".
Grabovoi ganhou notoriedade quando prometeu que poderia ressuscitar vítimas de um atentado terrorista se recebesse dinheiro por isso.

## No Brasil
No Brasil, milhares de seguidores se reúnem em grupos para trocarem ou venderem informações sobre o que chamam de método Grabovoi. Este método prega a possibilidade de alcançar a "imortalidade, saúde perfeita e harmonia universal" através da mentalização e repetição de números que, segundo eles, são recebidos pelo líder Gregory Grabovoi em sessões mediúnicas e então repassados aos seguidores.

## Condenação por fraude
Em 7 de julho de 2008, o Tribunal de Tagansky em Moscou, considerou Grigory Grabovoy culpado em 9 episódios de fraude em grande escala, causando danos significativos aos cidadãos, e o condenou a 8 anos de prisão em colônia de regime geral, e uma multa de 1.750 mil rublos. De acordo com a sentença do tribunal, Grabovoy organizou um esquema de pirâmide, franqueando seus "seguidores" para praticarem seu culto, desde que eles remetessem 10% das receitas para Grabovoi.

### Críticas
Grabovoi e suas atividades são alvo de críticas pelos membros da Comissão de Combate à Pseudociência da Rússia. O presidente do Conselho da Federação da Assembleia Federal da Federação Russa, Sergei Mironov, caracterizou G. Grabovoi como o chefe de uma seita totalitária e observou que é necessário impedir as atividades de pessoas como ele.[carece de fontes?]